# شيهو (ساسكاتشوان)
شيهو (بالإنجليزية: Sheho, Saskatchewan)‏ هي قرية تقع في كندا في List of rural municipalities in Saskatchewan. يقدر عدد سكانها 1.95 كم2 .